# Het witte dijkhuis
Het witte dijkhuis is een gebouw aan de Ringdijk, Amsterdam.
Met de straatnaam Ringdijk wordt bedoeld een straat aan de voet van de dijk behorend bij de eeuwen oude Ringvaart Watergraafsmeer. De Watergraafsmeer was eeuwenlang agrarisch gebied met hier en daar woonkernen en bebouwing bestaande uit boerderijen en buitenplaatsen. In 1921 nam de gemeente Amsterdam de gemeente Watergraafsmeer over en werd het gebied omgebouwd van agrarisch gebied tot stedelijk gebied. In de gemeente Watergraafsmeer was ter plekke wel gebouwd, zoals de Vergulden Eenhoorn, maar van de dijk bleef men af. Ook toen Amsterdam hier ging bouwen werd de dijk vrijgehouden. Men bouwde aan de zuidkant van de straat huisje voor huisje, dan wel een klein blokje, maar ook Amsterdam bleef van het dijklichaam af.
Slechts één gebouw werd in de dijk neergezet, Het witte dijkhuis, dat huisnummer 15a kreeg. Huisnummer 15 bevindt zich in de lintbebouwing langs de dijk. Huisnummer 15a is een daartegenover liggende dijkwoning, dus half gebouwd in de dijk. Het gebouw heeft diverse uiterlijkheden gehad. Het zou uit ongeveer 1859 stammen. Het werd gebouwd in twee bouwlagen met zolder onder een zadeldak. Het werd verbouwd, want als het gebouw in 1932 door Jacobus van Eck wordt vastgelegd is er sprake van een schilddak en zijn in de gevels bakstenen te zien. Rond 1949 wordt het terugverbouwd, waarbij er weer een zadeldak wordt geplaatst en de gevels worden bepleisterd. In de loop der jaren had het de functie van woonhuis, smederij en makelaarskantoor (rondom 1949). Op 4 maart 2014 werd het tot gemeentelijk monument verklaard.

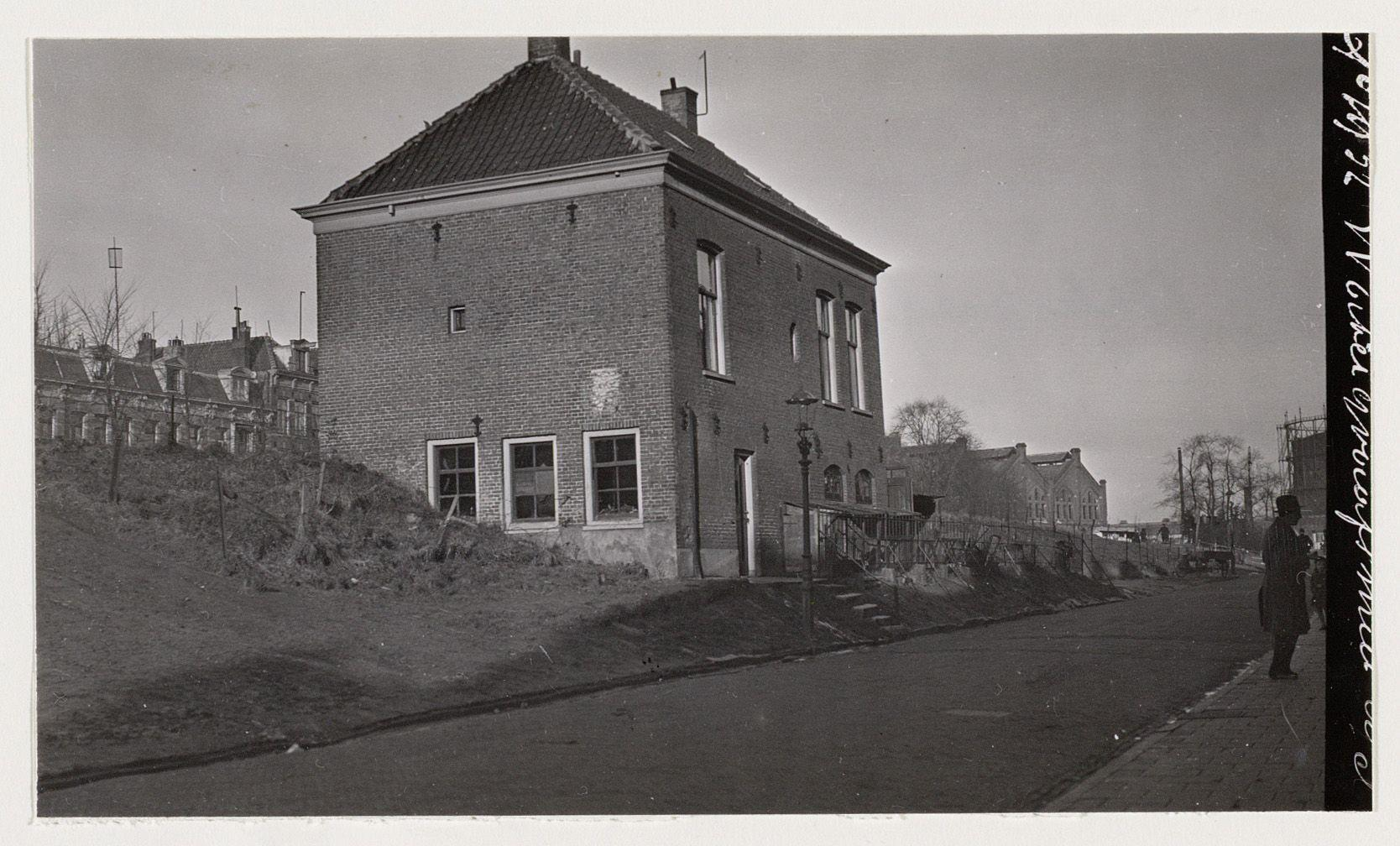
Ringdijk 15a, Amsterdam (1932)